# Dronningborg D 8900
Der Dronningborg D 8900 ist ein Mähdrescher, der speziell für Lohnunternehmer oder Großbetriebe gedacht war. Er wurde in den Jahren 1987 bis 1992 von der Dronningborg Maskinfabrik im dänischen Randers in den Varianten Jumbo und XS Jumbo produziert und nach der Übernahme durch Massey Ferguson dort als MF 34 bis 1999 nahezu baugleich weitergebaut. Case-IH arbeitete zeitweise mit der Dronningborg Maskinfabrik zusammen und bot den Mähdrescher seinen Kunden als Dania D 8900 an.
Der Mähdrescher zeichnete sich durch seine wegweisende Durchsatzoptimierung aus und war bei seinem Erscheinen insbesondere aufgrund seiner computergesteuerten und GPS-basierten Ertragsermittlungen eine technische Innovation. Darüber hinaus bot er den Kunden zahlreiche technische Funktionen und eine umfangreiche Serienausstattung, die den Erntevorgang effizienter und komfortabler gestalteten.

## Beschreibung
Der Mähdrescher hat einen Bordcomputer mit einem Bildschirm, der dem Fahrer wichtige Motordaten, einen Streckenzähler, die Bedienungsanleitung und optional eine Aufzeichnung der Tonnage liefert. Dadurch kann der Fahrer bereits während des Erntevorgangs eine zeitaktuelle und messbasierte Abschätzung der Ernteleistung vornehmen. Darüber hinaus sind die Fruchtdaten im Bordcomputer hinterlegt und abrufbar. Die Einstellung des Fahrzeugs auf die jeweilige Fruchtart erfolgt jedoch noch händisch.
Die Serienausstattung des Mähdreschers umfasst unter anderem eine Klimaanlage, einen hydrostatischen Fahrantrieb und einen kombinierten Joystick für den Vortrieb und das Schneidewerk. Der Joystick ermöglicht nicht nur die Geschwindigkeitseinstellung, sondern auch das Einschalten und Anpassen des Schneidewerks und der Haspel. Eine besondere Funktion ist die automatische Abschaltung des Mähdreschers bei Funktionsstörungen wie zu geringem Öldruck oder zu hoher Kühlwassertemperatur.
Das Dreschwerk des Dronningborg D 8900 besteht aus einer Dreschtrommel, einer Strohwendetrommel und einer dritten Trommel für einen zusätzlichen Dreschgang. Das Erntegut wird über fünf Hordenschüttler zur weiteren Restabscheidung geleitet, was zu einer verbesserten Durchsatzoptimierung führt.

## Technische Daten
Der Mähdrescher hat einen wassergekühlten 6-Zylinder-Valmet-Viertakt-Dieselmotor vom Typ 612 DSL. Der Motor hat Direkteinspritzung und Turboaufladung. Die Bohrung beträgt 108 mm, der Hub 134 mm und der Hubraum liegt bei 7365 cm³. Das Verdichtungsverhältnis beträgt 15:1. Die Motorleistung ist mit 200 PS (147 kW) angegeben; das maximale Drehmoment beträgt 695 Nm bei 1400/min.
Die Kraftübertragung erfolgt hydrostatisch mit 3 Vorwärts- und 3 Rückwärtsgängen, während die Lenkung ebenfalls hydrostatisch ausgeführt ist. Des Weiteren werden Bremstrommeln mit hydraulischer Betätigung verwendet.
Für die Schnittbreite des Schneidwerks konnte zwischen 5000 oder 5600 mm ausgewählt werden. Der Haspeldurchmesser beträgt 1000 mm und die Haspelausrichtung erfolgt hydraulisch. Die Schneidtischlänge misst je nach Variante entweder 440 oder 890 mm. Das Dreschwerk besteht aus einer Dreschtrommel mit einem Durchmesser von 600 mm und einer Breite von 1400 mm. Zudem verfügt die Maschine über insgesamt 5 Schüttler mit einer Gesamtfläche von 6,13 m². Die Siebfläche umfasst 4,5 m² und der Korntank hat ein Fassungsvermögen von 6400 Litern.
Die Bereifung konnte entweder mit 28 LR 26 oder 30,5 LR 32 vorne und 400/55-22,5 oder 500/60-22,5 hinten ausgestattet werden. Die Abmessungen des Mähdreschers betragen (mit Schneidwerk) etwa 9960 mm in der Länge, 5470 mm in der Breite (3390 mm ohne Schneidwerk) und 3840 mm in der Höhe. Das Gewicht des Mähdreschers beträgt 11.200 kg und seine maximale Geschwindigkeit liegt bei 25 km/h.